# O' Horten
O' Horten é um filme de drama norueguês de 2007 dirigido e escrito por Bent Hamer. Foi selecionado como representante da Noruega à edição do Oscar 2008, organizada pela Academia de Artes e Ciências Cinematográficas.

## Elenco
- Bård Owe
- Espen Skjønberg
- Ghita Nørby
- Henny Moan